# Les Revenants
Les Revenants is een Franse televisieserie die gebaseerd is op de gelijknamige film uit 2004. De serie werd gecreëerd door Fabrice Gobert en werd uitgezonden op Canal+. Het eerste seizoen telde acht afleveringen die uitgezonden werden tussen 26 november 2012 en 17 december 2012. Het tweede seizoen werd in de herfst van 2015 uitgezonden. In Engelstalige landen wordt de serie verspreid onder de naam The Returned, en in Nederland onder de naam Rebound. In 2013 won de serie de internationale Emmy Award voor beste dramaserie. De Vlaamse zender Canvas zond eind juli-begin augustus 2016 de eerste reeks uit onder de originele titel.

## Verhaal
In een klein bergdorp in de Franse Alpen verschijnen enkele tientallen overledenen, onwetend dat ze ooit gestorven zijn en schijnbaar gezond en wel om de draad in hun leven weer op te pakken. Onder hen is er Camille, een vijftienjarig meisje dat vier jaar geleden omkwam bij een busongeval; Simon, die tien jaar geleden zelfmoord pleegde op de ochtend van zijn huwelijksdag; seriemoordenaar Serge, die zeven jaar geleden levend begraven werd door zijn broer en Victor, een zevenjarige jongen die in 1977 vermoord werd. Verder doen er zich vreemde verschijnselen voor in het dorp, stroomstoringen, het waterpeil van een nabijgelegen stuwmeer dat onverklaarbaar snel omlaag gaat en de vorming van korsten op het lichaam van sommige levenden en terugkomers.

## Rolverdeling
- Yara Pilartz als Camille, een vijftienjarig meisje dat vier jaar eerder omkwam bij een busongeval.
- Jenna Thiam als Léna, Camilles tweelingzuster en nu vier jaar ouder dan Camille.
- Anne Consigny als Claire, moeder van Camille en Léna, die scheidde van haar man Jérôme kort na Camilles dood.
- Frédéric Pierrot als Jérôme, vader van Camille en Léna.
- Jean-François Sivadier als Pierre, de nieuwe vriend van Claire, die een opvanghuis runt.
- Pierre Perrier als Simon, een jonge muzikant die tien jaar geleden zelfmoord pleegde op de dag van zijn huwelijk.
- Clotilde Hesme als Adèle, een jonge moeder die tien jaar geleden op het punt stond met Simon te trouwen. Na zijn dood beviel ze van zijn kind Chloé. Nu heeft ze een relatie met Thomas.
- Samir Guesmi als Thomas, politieman en in een relatie met Adèle.
- Brune Martin als Chloé, dochter van Adèle en Simon.
- Céline Sallette als Julie, een verpleegster die zeven jaar eerder een aanval overleefde van seriemoordenaar Serge. Ze had voor de aanval een relatie met politieagente Laure. Ze neemt de achtjarige Victor in huis en wil hem beschermen.
- Alix Poisson als Laure, een politieagente en Julies voormalige partner.
- Swann Nambotin als "Victor", een jongen van acht met als echte naam Louis, die 35 jaar geleden doodgeschoten werd door een overvaller. Hij denkt dat Julie de "fee" is over wie zijn moeder sprak op de avond toen hij vermoord werd.
- Laetitia de Fombelle als Madame Costa, die dertig jaar geleden stierf. Bij haar terugkeer probeerde haar man haar te vermoorden en pleegde hij zelfmoord.
- Guillaume Gouix als Serge, een seriemoordenaar die verschillende vrouwen vermoordde. Hij werd zeven jaar geleden levend begraven door zijn broer Toni.
- Grégory Gadebois als Toni, Serges broer en uitbater van de lokale pub.
- Ana Girardot als Lucy Clarsen, een serveerster. Zij heeft de ongewone gave tijdens seksueel contact de overleden familieleden te zien van haar sekspartner. Ze wordt vermoord door Serge, maar komt ook zelf weer tot leven.
- Bertrand Constant als Bruno, een politieagent.
- Matila Malliarakis als Frédéric, het voormalig vriendje van zowel Camille als Léna.
- Constance Dollé als Sandrine, moeder van een kind dat eveneens verongelukte tijdens het busongeval, maar niet terugkwam. Zij ziet Camille als een monster.
- Jérôme Kircher als Jean-François, de priester van het dorp.
- Guillaume Marquet als Alcide, een politieagent.
- Carole Franck als Mademoiselle Payet, Julies nieuwsgierige buurvrouw.

## Productie

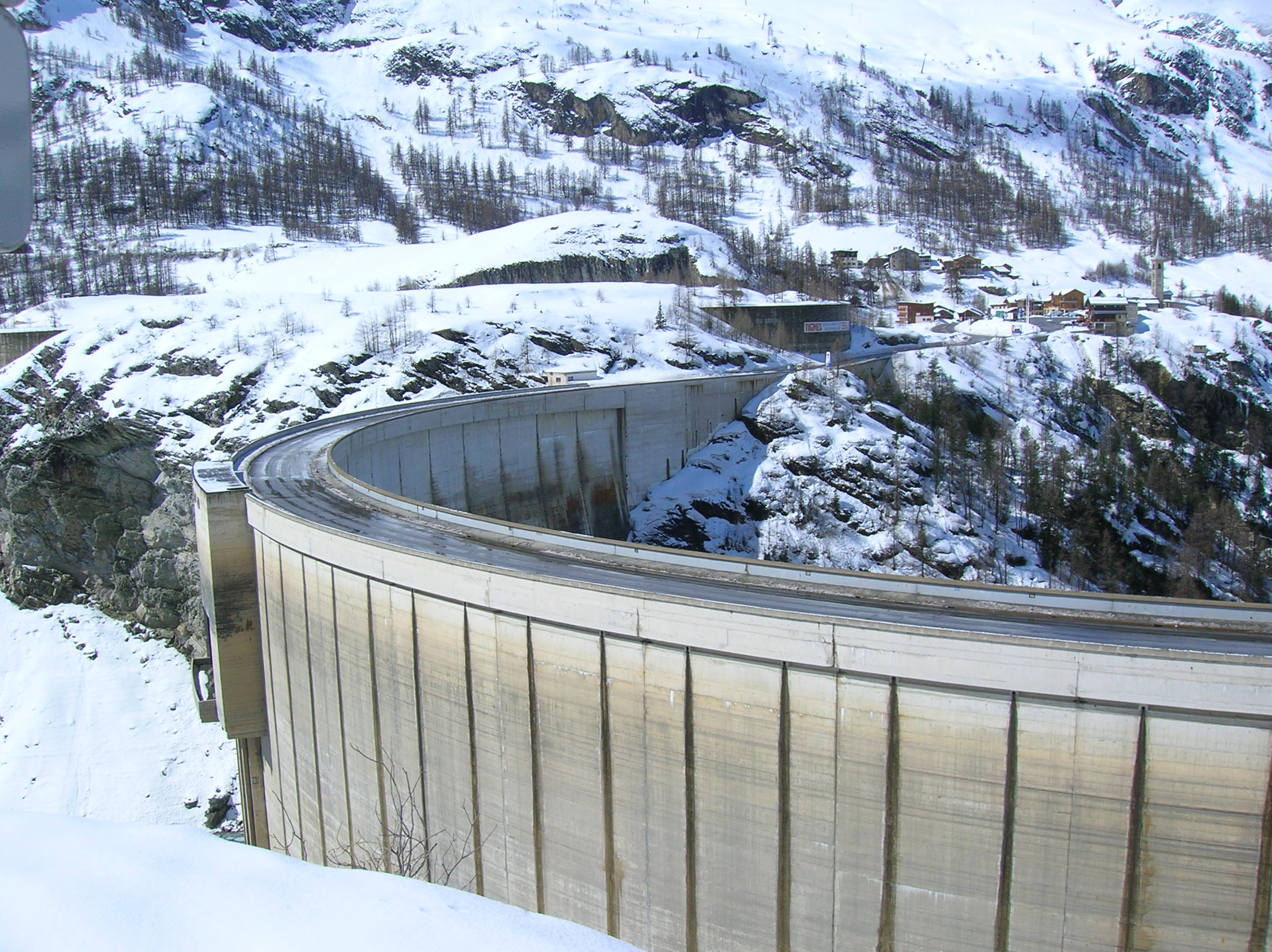
De stuwdam van Tignes, die veelvuldig te zien is in de serie

De serie werd in april en mei 2012 gedraaid in de Haute-Savoie. Locaties voor het filmen waren onder meer Annecy, Seynod, Poisy, Cran-Gevrier, Bourg-Saint-Maurice, Sévrier, Veyrier-du-Lac en Menthon-Saint-Bernard. De scènes aan de stuwdam werden gedraaid aan de dam van Tignes, ook wel bekend als de Barrage du Chevril. De soundtrack voor de serie werd geproduceerd door de Schotse band Mogwai.

## Afleveringen

### Seizoen 1
| Afl.nr. | Titel         | Originele uitzenddatum |
| ------- | ------------- | ---------------------- |
| 1       | Camille       | 26 november 2012       |
| 2       | Simon         | 26 november 2012       |
| 3       | Julie         | 3 december 2012        |
| 4       | Victor        | 3 december 2012        |
| 5       | Serge en Toni | 10 december 2012       |
| 6       | Lucy          | 10 december 2012       |
| 7       | Adèle         | 17 december 2012       |
| 8       | De bende      | 17 december 2012       |

### Seizoen 2
| Afl.nr. | Titel             | Originele uitzenddatum |
| ------- | ----------------- | ---------------------- |
| 1       | Het kind          | 28 september 2015      |
| 2       | Milan             | 28 september 2015      |
| 3       | Morgane           | 5 oktober 2015         |
| 4       | Virgil            | 5 oktober 2015         |
| 5       | Mevrouw Costa     | 12 oktober 2015        |
| 6       | Esther            | 12 oktober 2015        |
| 7       | Étienne           | 19 oktober 2015        |
| 8       | De teruggekeerden | 19 oktober 2015        |